# Ferenc Németh (cestista)
Ferenc Németh, anche noto come François Nemeth (Vecsés, febbraio 1920 – Châtellerault, 20 novembre 2014), è stato un cestista ungherese.

## Carriera
Con la maglia dell'ASVEL è stato due volte miglior marcatore del campionato francese.
Ha vinto la medaglia di bronzo agli Europei 1946 con l'Ungheria, venendo nominato miglior giocatore della manifestazione.

## Palmarès
- Campionato francese: 4

UA Marsiglia: 1947-48
ASVEL: 1948-49, 1949-50
Racing club de France: 1950-51